# Kūh-e Zendān-e Soleymān
Kūh-e Zendān-e Soleymān (persiska: کوه زندان سلیمان) är en vulkan i Iran.   Den ligger i provinsen Västazarbaijan, i den nordvästra delen av landet, 400 km väster om huvudstaden Teheran. Toppen på Kūh-e Zendān-e Soleymān är 2 254 meter över havet, eller 72 meter över den omgivande terrängen. Bredden vid basen är 0,47 km.
Terrängen runt Kūh-e Zendān-e Soleymān är kuperad.Runt Kūh-e Zendān-e Soleymān är det ganska tätbefolkat, med 78 invånare per kvadratkilometer. Närmaste större samhälle är Noşratābād, 1,6 km öster om Kūh-e Zendān-e Soleymān. Trakten runt Kūh-e Zendān-e Soleymān består i huvudsak av gräsmarker.